# 感動エクスプレス
『感動エクスプレス』(かんどうえくすぷれす)とは、フジテレビ系列で1992年の秋から2002年の秋まで不定期の祝祭日または週末に放送された芙蓉グループの一社提供のドキュメンタリー番組である。

## 概要

### 立ち上げまでの経緯
芙蓉グループ一社提供枠は長年、日曜日朝のレギュラー枠だったがその後、裏番組の『関口宏のサンデーモーニング』と『中村敦夫のザ・サンデー』に負けることが多かった上、直前枠の『報道2001』を90分枠に拡大することに伴い、1992年9月でレギュラー枠が終了して、同年の秋頃から不定期の祝祭日または週末の75分枠で本番組がスタートした。

## 放送時間
- 祝祭日ならびに日曜日の場合、午後4時5分から午後5時20分
- 土曜日の場合、午後2時5分から午後3時20分または午後2時35分から午後3時50分